# Battle Bugs
Battle Bugs (с англ. — «Боевые букашки») — тактическая стратегия в условно-реальном времени, разработанная компанией Epyx и выпущенная в продажу компанией Sierra On-Line в 1994 году . Также существовала менее известная версия игры для PlayStation, которая была выпущена в Японии в 1997 году.

## Игровой процесс
Два враждующих царства насекомых сражаются между собой за продукты питания. Игра состоит из 56 операций (включая 5 учебных), которые происходят в общих местах домашнего обихода (таких как кухня или двор). Каждое сражение в Battle Bugs — это отдельная задачка по тактике.
В каждом сценарии есть фиксированный отряд НАШИХ (англ. US) (зелёных) и отряд ИХ (англ. THEM) (красных), состоящие из различных насекомых. Целью сражения является захват остатков пищи и напитков (а иногда и инсектицида), водрузив и удержав на них свой флаг. На некоторых, на начальном этапе, может быть уже водружен НАШ или ИХ флаг, а некоторые могут быть свободны. Чтобы водрузить флаг, надо оказаться рядом с куском еды и пробыть там достаточно долго, чтобы флаг полностью поднялся. Время захвата (поднятия флага) зависит от вида и размера захватываемого куска, а также от силы и количества захватчиков. Победить в сражении можно завоевав определенное количество пищи или просто уничтожив весь отряд противника.
После прохождения нескольких уровней, королева муравьёв награждает специальными медалями.

### Управление
Для прохождения каждого уровня вы получаете фиксированную квоту времени, в течение которой нужно решить задачу (например, завоевав определенное количество пищи, установив флаг). Есть два режима: когда часы остановлены, можно давать указания конкретным насекомым, как они должны двигаться и что делать. В режиме, когда таймер запущен, вы можете только наблюдать за ходом битвы и остановить время, чтобы снова вмешаться в игровой процесс.

### Насекомые
В армиях встречаются 22 вида различных насекомых, основными характеристиками которых являются здоровье, сила атаки и защита.
Каждое насекомое имеет свои сильные и слабые стороны. Некоторые букашки умеют только ползать, другие — еще и летать, третьи могут плавать. Отдельные виды обладают способностью бомбометания (летуны сбрасывают бомбы вертикально вниз). По поверхности, по воздуху и по воде букашки передвигаются с разной скоростью. Скорость передвижения по воде и по суше у разных видов насекомых различна. Некоторые насекомые могут перевозить других по воде или по воздуху.
В сложных сценариях начинает играть роль ещё одна характеристика — энергия, которая расходуется на полет, прыжки и некоторые специальные возможности.